# James Whitmore
James Whitmore (White Plains, 1º ottobre 1921 – Malibù, 6 febbraio 2009) è stato un attore statunitense, candidato due volte all'Oscar.

## Biografia
Nato nello stato di New York, Whitmore si laureò all'Università Yale, dove fece parte dell'associazione Skull and Bones, e fu arruolato durante la seconda guerra mondiale nei Marines, servendo nella zona del Canale di Panama. Ritornato in patria al termine del conflitto, iniziò a recitare a Broadway proprio nei panni di un militare in Command Decision, con cui vinse un Tony Award nel 1948. La MGM gli offrì un contratto, ma il suo ruolo nella riduzione cinematografica della pièce, trasposta sullo schermo con il titolo Suprema decisione (1948), andò a Van Johnson.
Il successo tuttavia non tardò ad arrivare per Whitmore. Dopo il noir d'esordio, Mani lorde (1949), interpretato al fianco di Glenn Ford, l'attore apparve nel film bellico Bastogne (1949), che gli valse la prima candidatura al premio  Oscar al miglior attore non protagonista nel 1950. Volto scolpito e fisico massiccio, prototipo dei grandi caratteristi, Whitmore apparve come comprimario in molti film bellici, polizieschi e fantascientifici, lavorando con grandi registi quali John Huston, Raoul Walsh, Anthony Mann, Don Siegel. Nel 1969 partecipò al western Le pistole dei magnifici sette. Fu nuovamente candidato all'Oscar nel 1976 come miglior attore protagonista per Give 'em Hell, Harry! (1975), film su Harry S. Truman, e recitò anche in diverse pellicole di produzione europea.
Tra i suoi ruoli più conosciuti, va ricordata la figura dolente di Brooks, l'anziano carcerato in Le ali della libertà (1994), oltre a una serie di brevi camei in altri film degli anni ottanta e novanta. Intensa anche la sua attività sul piccolo schermo, come nella serie  Tony e il professore, con Enzo Cerusico, e in episodi di Ai confini della realtà, Gunsmoke, OZ e CSI - Scena del crimine.
Malato da tempo di cancro ai polmoni, Whitmore morì il 6 febbraio 2009 nella sua casa di Malibù, all'età di 87 anni.

## Filmografia

### Cinema
- Mani lorde (The Undercover Man), regia di Joseph H. Lewis (1949)
- Bastogne (Battleground), regia di William A. Wellman (1949)
- La carovana maledetta (The Outriders), regia di Roy Rowland (1950)
- Credimi (Please Believe Me), regia di Norman Taurog (1950)
- Giungla d'asfalto (The Asphalt Jungle), regia di John Huston (1950)
- La prossima voce (The Next Voice You Hear...), regia di William A. Wellman (1950)
- Mrs. O'Malley and Mr. Malone, regia di Norman Taurog (1950)
- La prova del fuoco (The Red Badge of Courage), regia di John Huston (1951) solo voce, non accreditato
- Il cacciatore del Missouri (Across the Wide Missouri), regia di William A. Wellman (1951) non accreditato
- Angels in the Outfield, regia di Clarence Brown (1951) solo voce, non accreditato
- It's a Big Country, regia di Clarence Brown, Don Hartman (1951)
- Shadow in the Sky, regia di Fred M. Wilcox (1952)
- Da quando sei mia (Because You're Mine), regia di Alexander Hall (1952)
- Il prezzo del dovere (Above and Beyond), regia di Melvin Frank e Norman Panama (1952)
- Vita inquieta (The Girl Who Had Everything), regia di Richard Thorpe (1953)
- I fratelli senza paura (All the Brothers Were Valiant), regia di Richard Thorpe (1953)
- Baciami Kate! (Kiss Me Kate), regia di George Sidney (1953)
- The Great Diamond Robbery, regia di Robert Z. Leonard (1954)
- L'invasore bianco (The Command), regia di David Butler (1954)
- Assalto alla Terra (Them!), regia di Gordon Douglas (1954)
- Prima dell'uragano (Battle Cry), regia di Raoul Walsh (1955)
- Una tigre in cielo (The McConnell Story), regia di Gordon Douglas (1955)
- Oklahoma!, regia di Fred Zinnemann (1955)
- L'ultima frontiera (The Last Frontier), regia di Anthony Mann (1955)
- Delitto nella strada (Crime in the Streets), regia di Don Siegel (1956)
- Incantesimo (The Eddy Duchin Story), regia di George Sidney (1956)
- I forti non piangono (The Young Don't Cry), regia di Alfred L. Werker (1957)
- Acque profonde (The Deep Six), regia di Rudolph Maté (1958)
- Il frutto del peccato (The Restless Years), regia di Helmut Käutner (1958)
- Il mostro è dietro l'angolo (Face of Fire), regia di Albert Band (1959)
- Chi era quella signora? (Who Was That Lady?), regia di George Sidney (1960)
- Black Like Me, regia di Carl Lerner (1964)
- Vivere da vigliacchi, morire da eroi (Chuka), regia di Gordon Douglas (1967)
- La vecchia legge del West (Waterhole #3), regia di William H. Graham (1967)
- In gamba... marinaio! (Nobody's Perfect), regia di Alan Rafkin (1968)
- Il pianeta delle scimmie (Planet of the Apes), regia di Franklin Schaffner (1968)
- Squadra omicidi, sparate a vista! (Madigan), regia di Don Siegel (1968)
- I sei della grande rapina (The Split), regia di Gordon Flemyng (1968)
- Le pistole dei magnifici sette (Guns of the Magnificent Seven), regia di Paul Wendkos (1969)
- Tora! Tora! Tora!, regia di Richard Fleischer, Kinji Fukasaku (1970)
- Chato (Chato's Land), regia di Michael Winner (1972)
- The Harrad Experiment, regia di Ted Post (1973)
- La polizia incrimina, la legge assolve, regia di Enzo G. Castellari (1973)
- Il venditore di palloncini, regia di Mario Gariazzo (1974)
- Dove cresce la felce rossa (Where the Red Fern Grows), regia di Norman Tokar (1974)
- Give 'em Hell, Harry!, regia di Steve Binder (1975)
- Indians (I Will Fight No More Forever), regia di Richard T. Heffron (1975)
- L'uovo del serpente (The Serpent's Egg), regia di Ingmar Bergman (1977)
- Bully: An Adventure with Teddy Roosevelt, regia di Peter H. Hunt (1978)
- Delitti inutili (The First Deadly Sin), regia di Brian G. Hutton (1980)
- Zoo Ship, regia di Richard Shorr (1985) solo voce
- Le avventure di Mark Twain (The Adventures of Mark Twain), regia di Will Vinton (1986) solo voce
- Pazza (Nuts), regia di Martin Ritt (1987)
- Old Explorers, regia di Bill Pohlad (1990)
- Le ali della libertà (The Shawshank Redemption), regia di Frank Darabont (1994)
- Relic - L'evoluzione del terrore (The Relic), regia di Peter Hyams (1997)
- Here's to Life!, regia di Arne Olsen (2000)
- The Majestic, regia di Frank Darabont (2001)
- Dick e Jane - Operazione furto (Fun with Dick and Jane), regia di Dean Parisot (2005)

### Televisione
- The Philco Television Playhouse – serie TV, 1 episodio (1949)
- Crossroads – serie TV, episodi 1x08 (1955)
- Damon Runyon Theater – serie TV, episodio 2x10 (1955)
- Jane Wyman Presents the Fireside Theatre – serie TV, 1 episodio (1956)
- Playwrights '56 – serie TV, 1 episodio (1956)
- Studio One – serie TV, 1 episodio (1956)
- Chevron Hall of Stars – serie TV, 3 episodi (1956)
- Matinee Theatre – serie TV, 1 episodio (1956)
- Lux Video Theatre – serie TV, 2 episodi (1956)
- Schlitz Playhouse of Stars – serie TV, 3 episodi (1954-1956)
- Kraft Television Theatre – serie TV, 3 episodi (1956)
- The Ford Television Theatre – serie TV, 2 episodi (1954-1957)
- Climax! – serie TV, 2 episodi (1956-1957)
- Panico (Panic!) – serie TV, episodio 1x01 (1957)
- The Alcoa Hour – serie TV, episodio 2x15 (1957)
- The 20th Century-Fox Hour – serie TV, episodio 2x16 (1957)
- Carovane verso il West (Wagon Train) – serie TV, 1 episodio (1958)
- Decision – serie TV, 1 episodio (1958)
- Alcoa Theatre – serie TV, 1 episodio (1958)
- Playhouse 90 – serie TV, 4 episodi (1957-1959)
- Westinghouse Desilu Playhouse – serie TV, episodio 2x08 (1959)
- Sunday Showcase – serie TV, 1 episodio (1960)
- The Chevy Mystery Show – serie TV, episodio 1x02 (1960)
- I racconti del West (Dick Powell's Zane Grey Theater) – serie TV, 5 episodi (1956-1961)
- Fred Astaire (Alcoa Premiere) – serie TV, 1 episodio (1961)
- Scacco matto (Checkmate) – serie TV, episodio 2x10 (1961)
- I detectives (The Detectives) – serie TV, episodio 3x12 (1961)
- Bus Stop – serie TV, episodio 1x02 (1961)
- The Law and Mr. Jones – serie TV, 37 episodi (1960-1962)
- The United States Steel Hour – serie TV, 1 episodio (1962)
- Going My Way – serie TV, episodio 1x14 (1963)
- Route 66 – serie TV, 1 episodio (1963)
- Ben Casey – serie TV, episodio 2x26 (1963)
- Ai confini della realtà (The Twilight Zone) – serie TV, episodio 4x16 (1963)
- Gli uomini della prateria (Rawhide) – serie TV, 2 episodi (1962-1963)
- The Travels of Jaimie McPheeters – serie TV, episodio 1x04 (1963)
- Il dottor Kildare (Dr. Kildare) – serie TV, 1 episodio (1963)
- Sotto accusa (Arrest and Trial) – serie TV, episodio 1x05 (1963)
- The Greatest Show on Earth – serie TV, episodio 1x27 (1964)
- Suspense – serie TV, 1 episodio (1964)
- Slattery's People – serie TV, episodio 1x01 (1964)
- The Crisis (Kraft Suspense Theatre) – serie TV, 2 episodi (1963-1964)
- Disneyland – serie TV, 3 episodi (1964)
- Combat! – serie TV, 1 episodio (1965)
- La legge di Burke (Burke's Law) – serie TV, episodio 2x26 (1965)
- For the People – serie TV, 1 episodio (1965)
- I giorni di Bryan (Run for Your Life) – serie TV, episodio 1x09 (1965)
- Cavaliere solitario (The Loner) – serie TV, 2 episodi (1966)
- Il ladro (T.H.E. Cat) – serie TV, 1 episodio (1966)
- Shane – serie TV, episodio 1x07 (1966)
- The Monroes – serie TV, 1 episodio (1966)
- Twelve O'Clock High – serie TV, 2 episodi (1965-1966)
- Gli invasori (The Invaders) – serie TV, 1 episodio (1967)
- Tarzan – serie TV, episodio 2x01 (1967)
- Al banco della difesa (Judd for the Defense) – serie TV, 1 episodio (1967)
- Custer – serie TV, 1 episodio (1967)
- La grande vallata (The Big Valley) – serie TV, 4 episodi (1966-1968)
- Cowboy in Africa – serie TV, 1 episodio (1968)
- The Danny Thomas Hour – serie TV, episodio 1x21 (1968)
- Bonanza – serie TV, episodio 9x28 (1968)
- Tony e il professore (My Friend Tony) – serie TV, 16 episodi (1969)
- Reporter alla ribalta (The Name of the Game) – serie TV, 1 episodio (1969)
- Dove vai Bronson? (Then Came Bronson) – serie TV, 1 episodio (1970)
- Il virginiano (The Virginian) – serie TV, 4 episodi (1966-1970)
- Temperatures Rising – serie TV, 26 episodi (1972-1973)
- Gunsmoke – serie TV, 4 episodi (1965-1973)
- The Word – serie TV, 1 episodio (1978)
- Comeback – serie TV, 1 episodio (1979)
- Time Out – serie TV, 2 episodi (1980)
- Celebrity – serie TV, 2 episodi (1984)
- George Burns Comedy Week – serie TV, 1 episodio (1985)
- Riptide – serie TV, 1 episodio (1985)
- American Playhouse – serie TV, 1 episodio (1987)
- Favorite Son – serie TV, 1 episodio (1988)
- The Ray Bradbury Theater – serie TV, 1 episodio (1990)
- The Practice - Professione avvocati (The Practice) – serie TV, 3 episodi (1997-1999)
- Vicky e i delfini (A Ring of Endless Light), regia di Greg Beeman – film TV (2002)
- A Minute with Stan Hooper – serie TV, 1 episodio (2003)
- Mister Sterling – serie TV, 3 episodi (2003)
- CSI - Scena del crimine (CSI: Crime Scene Investigation) – serie TV, 1 episodio (2007)

## Riconoscimenti
- Premio Oscar
  - 1949 – Candidatura al miglior attore non protagonista per Bastogne
  - 1975 – Candidatura al miglior attore per Give 'em Hell, Harry!
- Golden Globe
  - 1949 – Miglior attore non protagonista per Bastogne
- Tony Award
  - 1948 – Miglior attore in uno spettacolo teatrale per Command Decision
- Hollywood Walk of Fame
  - 1960 – Stella

## Doppiatori italiani
Nelle versioni in italiano delle opere in cui ha recitato, James Whitmore è stato doppiato da:
- Vinicio Sofia in Bastogne, Credimi, Giungla d'asfalto, Da quando sei mia, Il prezzo del dovere, Vita inquieta, I fratelli senza paura, Baciami Kate!, I sei della grande rapina
- Bruno Persa in Oklahoma!, Il frutto del peccato, Chi era quella signora?, La vecchia legge del West, Il pianeta delle scimmie
- Augusto Marcacci in Prima dell'uragano, Una tigre in cielo
- Emilio Cigoli in Delitto nella strada, Acque profonde
- Corrado Gaipa in Vivere da vigliacchi, morire da eroi, La polizia incrimina, la legge assolve
- Sergio Fiorentini in Delitti inutili, The Majestic
- Sergio Graziani in Relic - L'evoluzione del terrore, CSI - Scena del crimine
- Ennio Cerlesi in Mani lorde
- Giancarlo Sbragia in La prova del fuoco
- Mario Pisu in L'invasore bianco
- Nino Pavese in Assalto alla Terra
- Giorgio Capecchi in L'ultima frontiera
- Gianfranco Bellini in Incantesimo
- Manlio Busoni in Squadra omicidi, sparate a vista!
- Manlio Guardabassi in Le pistole dei magnifici sette
- Renato Turi in Tony e il professore
- Carlo Alighiero in Tora! Tora! Tora!
- Mario Milita in Chato
- Renato Mori in Pazza
- Mario Bardella in Le ali della libertà
- Giorgio Piazza in Vicky e i delfini
- Dario De Grassi in The Practice - Professione avvocati